# 明振江
明振江（1953年？—），中国电影活动家，八一电影制片厂原厂长，中国人民解放军少将，现任中国电影家协会副主席。